# Marjorie von Schottland
Marjorie von Schottland, Countess of Pembroke (auch Margery, eigentlich Margarete; † 17. November 1244 in London) war eine schottische Königstochter.

## Herkunft
Marjorie entstammte der schottischen Königsfamilie Dunkeld. Sie war die jüngste Tochter von König Wilhelm I. und dessen anglonormannischen Frau Ermengarde. Sie erhielt denselben Namen wie ihre älteste Schwester Margarete, was in der Geschichtsschreibung zu Verwirrung führte. Deshalb wird sie in der Geschichtsschreibung meist nicht als Margarete bezeichnet.

## Gescheiterte Heiratspläne mit Richard von Cornwall und Heinrich III.
Marjories Vater starb 1214, worauf ihr Bruder Alexander schottischer König wurde. Im November 1227 reiste Richard von Cornwall, der jüngere Bruder des englischen Königs Heinrich III., nach Schottland, um mit Marjories Mutter über eine Hochzeit mit ihr zu verhandeln. Diese Pläne fanden weder die Zustimmung der Schotten noch des englischen Königs, und da Richard vermutlich auch eine zu hohe Mitgift forderte, wurden die Verhandlungen im Dezember abgebrochen. 1229 kündigte der schottische König an, seiner Schwester als Mitgift seine Besitzungen im nordenglischen Tynedale zu übergeben, die allerdings nur jährliche Einkünfte von £ 10 einbrachten. Obwohl der englische König die Heirat von Marjorie mit seinem Bruder abgelehnt hatte, machte er 1231 den Vorschlag, sie selbst zu heiraten. Vielleicht wollte er damit einen nicht umgesetzten Punkt des von seinem Vater 1209 geschlossenen Vertrag von Norham umsetzen, vielleicht stammte die Idee vom einflussreichen, doch umstrittenen Justiciar Hubert de Burgh, der mit Marjories älterer Schwester Margarete verheiratet war. Der Vorschlag wurde von anderen Magnaten wie Richard Marshal, 3. Earl of Pembroke und Peter Mauclerc so entschieden abgelehnt, dass der König ihn widerstrebend fallenließ.

## Ehe mit Gilbert Marshal
Nachdem eine Heirat eine seiner Schwestern mit einem englischen Prinzen gescheitert war, verhandelte König Alexander II. schließlich mit Gilbert Marshal, 4. Earl of Pembroke, dem Bruder und Erben des 1234 gestorbenen Richard Marshal, über eine Heirat mit Marjorie. Die Hochzeit fand am 1. August 1235 in der südschottischen Grenzstadt Berwick statt. Gilbert Marshal starb aber bereits 1241, die Ehe war kinderlos geblieben. Von den umfangreichen Besitzungen ihres Mannes stand Marjorie ein Wittum zu. Sie heiratete nicht erneut und starb verwitwet und kinderlos bereits drei Jahre später in London. Dort wurde sie in der Dominikanerkirche beigesetzt.